# Кайрат (Талгарский район)
Кайрат (каз. Қайрат) — упразднённое село с 2023 году находящееся в составе города Алатау и исключено из учётных данных.  До 2021 года входило в состав Жетыгенского сельского округа Илийского района Алматинской области Казахстана. Позже входило в состав Кайнарского сельского округа в Талгарского района.

## Население
В 1999 году население села составляло 185 человек (88 мужчин и 97 женщин). По данным переписи 2009 года, в селе проживало 206 человек (102 мужчины и 104 женщины).